# Magic and Medicine
| Оценки критиков | Оценки критиков |
| Источник        | Оценка          |
| --------------- | --------------- |
| Allmusic        | [ 1 ]           |
| NME             | (8/10)          |
| Pitchfork Media | (6.7/10)        |
| PopMatters      | (смешанный)     |
| Rolling Stone   | [ 5 ]           |
| RTÉ             | [ 6 ]           |

Magic and Medicine — второй студийный альбом британской группы The Coral, выпущенный в Великобритании 28 июля 2003 года и 10 февраля 2004 года в США (см. 2003 год в музыке). Пластинка заняла первое место в британских чартах, а отдельно выпущенные синглы «Don’t Think You’re the First» и «Pass It On» также смогли попасть в первые топ-10 хит-парадов. Название альбома происходит от строчки песни из дебютного альбома группы «Time Travel»: Well there’s a war going on, ain’t the obvious one. It’s between magic and medicine.
Также в США ограниченным тиражом вышел альбом Nightfreak and the Sons of Becker, который   в Великобритании был выпущен в виде EP.

## Список композиций
| №   | Название                       | Автор(ы)                    | Длительность |
| --- | ------------------------------ | --------------------------- | ------------ |
| 1.  | «In the Forest»                | James Skelly, Nick Power    | 2:39         |
| 2.  | «Don't Think You're the First» | J. Skelly                   | 4:03         |
| 3.  | «Liezah»                       | J. Skelly, Power            | 3:31         |
| 4.  | «Talkin' Gypsy Market Blues»   | J. Skelly                   | 3:07         |
| 5.  | «Secret Kiss»                  | J. Skelly                   | 2:56         |
| 6.  | «Milkwood Blues»               | J. Skelly                   | 3:54         |
| 7.  | «Bill McCai»                   | J. Skelly                   | 2:37         |
| 8.  | «Eskimo Lament»                | Power                       | 2:30         |
| 9.  | «Careless Hands»               | J. Skelly, Bill Ryder-Jones | 4:14         |
| 10. | «Pass It On»                   | J. Skelly                   | 2:19         |
| 11. | «All of Our Love»              | J. Skelly, Power            | 3:06         |
| 12. | «Confessions of A.D.D.D.»      | J. Skelly                   | 6:20         |

| №   | Название                 | Автор(ы)  | Длительность |
| --- | ------------------------ | --------- | ------------ |
| 13. | «When Good Times Go Bad» | The Coral | 9:11         |
| 14. | «Boy at the Window»      | J. Skelly | 3:10         |

## Участники записи
The Coral
- Джеймс Скелли — вокал, гитара, сопродюсер
- Ли Саутхолл — гитара, бэк-вокал, сопродюсер
- Билл Райдер-Джонс[англ.] — гитара, сопродюсер
- Пол Даффи — бас-гитара, бэк-вокал, сопродюсер
- Ник Пауэр — орган, фортепиано, сопродюсер
- Иэн Скелли — ударные, сопродюсер, арт-директор

Производственный персонал
- Иэн Броуди — продюсер
- Джон Грэй — звукоинженер
- Гари Батлер — мастеринг

Дополнительный персонал
- Энди Фризелл — медные духовые инструменты
- Саймон Джеймс — медные духовые инструменты
- Мартин Смит — медные духовые инструменты
- Оллин Бридли- контрабас
- Луис Баччино — флейта
- Энди Бридли — губная гармоника
- Мэган Чайлдс — скрипка

Прочий персонал
- Артур Джанссен — фотографии
- Джонатан Уорт — фотографии

## Позиции в чартах
| Чарт (2003)                      | Позиция |
| -------------------------------- | ------- |
| Belgium (Ultratop 50 Wallonia)   | 39      |
| France (SNEP)                    | 64      |
| Ireland (Irish Albums Chart)     | 14      |
| Japan (Oricon)                   | 69      |
| New Zealand (RIANZ)              | 43      |
| Norway (VG-lista)                | 20      |
| Sweden (Sverigetopplistan)       | 60      |
| Великобритания (UK Albums Chart) | 1       |